# Trang Kim Yến
Trang Kim Yến (sinh năm 1951 tại Sài Gòn) là một nữ ca sĩ Việt Nam.

## Lịch sử
Bà Võ Thị Kim Yến sinh năm 1951 tại Sài Gòn, bấy giờ thuộc Nam phần Quốc gia Việt Nam, trong một gia đình trung lưu đã ba đời định cư tại Gia Định.
Năm 1967, trong thời đỉnh thịnh của twist và A-go-go, cô bé Kim Yến bắt đầu trốn gia đình đi hát tại các phòng trà và bar nội đô có đông quân nhân công chức Mĩ với nghệ danh Kim Liên. Cô lập nghiệp với việc hát lại các ca khúc nhạc Mĩ thời thượng, nhưng sau thấy kĩ thuật thanh nhạc còn quá mỏng nên xin dự lớp luyện thanh của danh hề Tùng Lâm. Trong một lần ngẫu hứng, danh hề đã đặt cho cô nghệ danh Trang Kim Yến để tiếp bước đàn chị Trang Thanh Lan, Trang Kim Phụng, Trang Mỹ Dung. Báo giới bấy giờ tán tụng là tứ đại mĩ nhân họ Trang.
Tuy nhiên, sự nghiệp Trang Kim Yến chỉ thực khởi phát sau ngày đất nước thống nhất, bởi khi đó lớp danh ca hàng đầu đều lần lượt xuất ngoại qua nhiều con đường khác nhau, để lại nỗi thiếu thốn giọng ca vàng trong giới văn nghệ Sài Gòn.
Ở giai đoạn đầu, Trang Kim Yến vào biên chế đoàn Cửu Long Giang, đi lưu diễn khắp mọi miền tổ quốc. Kể từ các năm sau chiến tranh biên giới, Trang Kim Yến được thảnh thơi tự chọn ca khúc biểu diễn thay vì hát theo yêu cầu của đoàn. Bà thường thiên về ca khúc có tiết tấu sôi động của nhạc sĩ Lê Hựu Hà và ngày càng nổi danh trong giới mộ điệu Sài Gòn.
| “               | Thời đó nghèo mà vui lắm. Lương lãnh mỗi tháng có 15 đồng mà hát "sung" phát ớn, chẳng biết hát nhép hay play back là gì. Năm 1978 tôi mang bầu bé Thư mà cũng vẫn nhảy nhót ầm ầm trên sân khấu. | ” |
| — Trang Kim Yến | |   |

Thập niên 1980 được coi là thời đỉnh cao của giọng ca Trang Kim Yến. Bà liên tục xuất hiện trên sóng phát thanh, đài truyền hình và cả băng nhạc với phần lớn là ca khúc tiếng Anh kèm lời Việt. Đương thời, Trang Kim Yến được báo giới thừa nhận là giọng ca vàng của dòng nhạc disco đang thịnh hành khắp thế giới.
Sang thập niên 1990 khi tuổi tác đã cao cùng với sự biến chuyển mạnh của thị trường âm nhạc, Trang Kim Yến bớt dần hoạt động văn nghệ, hình ảnh bà trên truyền thông cũng vãn theo.
| “               | Ngày xưa nghệ sĩ lăn xả vì nghề nghiệp, vì khán giả, chẳng mấy ai quan tâm cát-sê bao nhiêu là đủ hay rắp tâm làm giàu từ nghề hát. Nhìn lại thế hệ trẻ bây giờ tôi cứ chạnh lòng, đầy đủ điều kiện hơn thế hệ chúng tôi, giàu có hơn nhưng quá ít giọng hát để lại dấu ấn trong lòng khán giả. Dĩ vãng đã trở thành kỷ niệm đẹp trong đời và nếu có chọn lại, tôi vẫn theo nghề, vẫn hừng hực ham muốn để trở thành ca sĩ. | ” |
| — Trang Kim Yến | |   |

## Sự nghiệp
Quốc nội
- Anh về giữa mùa xuân
- Bài ca tuổi xuân
- Bảy ngày đợi mong
- Cô gái Sài Gòn đi tải đạn
- Cuộc tình thứ nhất
- Dạ vũ tuổi xuân
- Đêm đô thị
- Giọt nước mắt đầu tiên
- Hãy đàn lên (với Hoàng Cúc)
- Hãy mang đi
- Hoa cỏ mùa xuân
- Nếu có nhớ đến
- Nhạc rừng
- Tiếng đàn Ta-lư
- Tình yêu lạc loài
- Xuân chiến khu

Quốc tế
- Alone (Cô đơn)
- Beat it
- Black cat
- Carrie
- Clap your hands
- Gimme your love tonight (Hãy đến với em đêm nay)
- La islabonita
- Lambada (Vũ điệu Lambada)
- Love (Tình)
- Heart of stone
- Hold me
- Hold on
- Hymalaya
- Let's dance tonight
- If you ever have broken heart
- I hate myself for loving you (với Sỹ Đan)
- Jet airliner (Đường đến phi trường)
- Man hurt
- No molie (Không gian dối)
- Pepito
- Scorpions
- Sedara way
- Self control
- Separete aways (Chia cắt)
- Stop the rain (Xin mưa ngưng rơi)
- The final countdown
- Touch me (Hãy gần bên anh)
- Trái ngọt tình yêu
- You can stop
- You don't have to say love me
- You're my love you're my life (Anh là tình yêu của em)
- When the smoke is going down
- Without you

## Quyến thuộc
Ca sĩ Trang Kim Yến chỉ có cuộc hôn nhân ngắn ngủi giai đoạn 1978-84, sinh được 3 người con. Riêng chỉ có trưởng nữ là nữ minh tinh Kim Thư theo nghiệp nghệ thuật như bà.